# La Crevasse
La Crevasse är en bergstopp i Schweiz.   Den ligger i distriktet Entremont och kantonen Valais, i den sydvästra delen av landet, 100 km söder om huvudstaden Bern. Toppen på La Crevasse är 1 807 meter över havet, eller 199 meter över den omgivande terrängen. Bredden vid basen är 1,4 km.
Terrängen runt La Crevasse är mycket bergig. Närmaste större samhälle är Martigny, 5,1 km väster om La Crevasse. 
I omgivningarna runt La Crevasse växer i huvudsak blandskog. Runt La Crevasse är det ganska glesbefolkat, med 38 invånare per kvadratkilometer.